# Nell of the Dance Hall
Nell of the Dance Hall è un cortometraggio muto del 1915 scritto e diretto da Wilbert Melville.

## Produzione
Il film fu prodotto dalla Lubin Manufacturing Company.

## Distribuzione
Distribuito dalla General Film Company, il film - un cortometraggio in tre bobine - uscì nelle sale USA il 20 ottobre 1915.